# Eccellenza Calabria 2018-2019
Il campionato italiano di calcio di Eccellenza regionale 2018-2019 è il ventottesimo organizzato in Italia. Rappresenta il quinto livello del calcio italiano.
È composto da un girone di 16 squadre, organizzato dal Comitato Regionale della regione Calabria.

## Squadre partecipanti
| Club                          | Città                              | Stadio                        | Stagione precedente |
| ----------------------------- | ---------------------------------- | ----------------------------- | ------------------- |
| F.C. Calcio Acri S.C.S.D.     | Acri (CS)                          | Stadio Pasquale Castrovillari | 5ª in Eccellenza    |
| A.S.D. Bocale Calcio Admo     | Reggio Calabria (Bocale)           | Stadio Campoli                | 1ª in Promozione/B  |
| A.S.D. Bovalinese             | Bovalino (RC)                      | Stadio Lollò Cartisano        | 5ª in Promozione/B  |
| A.S.D. Corigliano Calabro     | Corigliano-Rossano (CS)            | Stadio Città di Corigliano    | 1ª in Promozione/A  |
| A.S.D. Cotronei 1994          | Cotronei (KR)                      | Stadio Salvatore Baffa        | 2ª in Eccellenza    |
| A.S.D. Cutro                  | Cutro (KR)                         | Stadio Comunale               | 7ª in Eccellenza    |
| A.S.D. Calcio Gallico Catona  | Reggio Calabria (Gallico e Catona) | Stadio Giuseppe Lopresti      | 11ª in Eccellenza   |
| F.C. Isola Capo Rizzuto       | Isola Capo Rizzuto (KR)            | Stadio Sant'Antonio           | 18ª in Serie D/I    |
| U.S.D. Paolana                | Paola (CS)                         | Stadio Eugenio Tarsitano      | 10ª in Eccellenza   |
| A.S.D. Reggiomediterranea     | Reggio Calabria (Ravagnese)        | Stadio Parco Longhi Bovetto   | 6ª in Eccellenza    |
| A.S.D. Olympic Rossanese 1909 | Corigliano-Rossano (CS)            | Stadio Stefano Rizzo          | 2ª in Promozione/A  |
| U.S.D. Scalea 1912            | Scalea (CS)                        | Stadio Domenico Longobucco    | 13ª in Eccellenza   |
| A.S.D. Sersale Calcio 1975    | Sersale (CZ)                       | Stadio Ferrarizzi             | 8ª in Eccellenza    |
| A.S.D. Jonica Siderno         | Siderno (RC)                       | Stadio Filippo Raciti         | 4ª in Eccellenza    |
| A.G.S.D. Soriano 2010         | Soriano Calabro (VV)               | Stadio Alexandra Primerano    | 12ª in Eccellenza   |
| A.S.D. Trebisacce             | Trebisacce (CS)                    | Stadio Giuseppe Amerise       | 9ª in Eccellenza    |

## Classifica
|  | Pos. | Squadra             | Pt | G  | V  | N  | P  | GF | GS | DR  |
|  | ---- | ------------------- | -- | -- | -- | -- | -- | -- | -- | --- |
|  | 1.   | Corigliano (-1)     | 76 | 30 | 24 | 5  | 1  | 72 | 23 | +49 |
|  | 2.   | Reggiomediterranea  | 68 | 30 | 21 | 5  | 4  | 57 | 27 | +30 |
|  | 3.   | Rossanese           | 62 | 30 | 19 | 5  | 6  | 52 | 20 | +32 |
|  | 4.   | Bocale              | 44 | 30 | 11 | 11 | 8  | 36 | 29 | +7  |
|  | 5.   | Cotronei (-1)       | 40 | 30 | 12 | 5  | 13 | 39 | 40 | -1  |
|  | 6.   | Trebisacce          | 38 | 30 | 10 | 8  | 12 | 51 | 41 | +10 |
|  | 7.   | Bovalinese          | 38 | 30 | 9  | 11 | 10 | 37 | 33 | +4  |
|  | 8.   | Scalea              | 37 | 30 | 9  | 10 | 11 | 33 | 39 | -6  |
|  | 9.   | Isola Capo Rizzuto  | 37 | 30 | 9  | 10 | 11 | 31 | 40 | -9  |
|  | 10.  | Paolana             | 37 | 30 | 10 | 7  | 13 | 35 | 39 | -4  |
|  | 11.  | Gallico Catona (-1) | 36 | 30 | 9  | 10 | 11 | 31 | 39 | -8  |
|  | 12.  | Sersale             | 35 | 30 | 8  | 11 | 11 | 21 | 22 | -1  |
|  | 13.  | Soriano             | 34 | 30 | 8  | 10 | 12 | 35 | 48 | -13 |
|  | 14.  | Acri                | 28 | 30 | 7  | 7  | 16 | 28 | 51 | -23 |
|  | 15.  | Cutro               | 28 | 30 | 6  | 10 | 14 | 17 | 35 | -18 |
|  | 16.  | Siderno             | 14 | 30 | 3  | 5  | 22 | 21 | 70 | -49 |

Penalizzazioni:

Il Corigliano sconta 1 punto di penalizzazione.

Il Cotronei sconta 1 punto di penalizzazione.

Il Gallico Catona sconta 1 punto di penalizzazione.
Legenda:
      Promossa in Serie D.
      Ammessa ai play-off nazionali.
 Ai play-off/play-out.
      Retrocessa in Promozione.
Note:
Tre punti a vittoria, uno a pareggio, zero a sconfitta.
In caso di arrivo di due o più squadre a pari punti, la graduatoria verrà stilata secondo la classifica avulsa tra le squadre interessate che prevede, in ordine, i seguenti criteri:
- Punti negli scontri diretti
- Differenza reti negli scontri diretti
- Differenza reti generale
- Reti realizzate in generale
- Sorteggio

## Risultati

### Tabellone
|                    | ACR  | BOC  | BOV  | COR  | COT  | CUT  | GAL  | ICR  | PAO  | REG  | ROS | SCA  | SER  | SID  | SOR  | TRE |
| ------------------ | ---- | ---- | ---- | ---- | ---- | ---- | ---- | ---- | ---- | ---- | --- | ---- | ---- | ---- | ---- | --- |
| Acri               | –––– | 2-1  | 1-0  | 0-2  | 1-0  | 3-0  | 1-1  | 1-1  | 1-2  | 2-3  | 0-2 | 0-0  | 1-0  | 4-0  | 2-1  | 0-5 |
| Bocale             | 2-0  | –––– | 1-1  | 1-2  | 2-0  | 2-0  | 2-1  | 3-2  | 1-1  | 1-0  | 2-1 | 0-0  | 0-0  | 3-0  | 2-0  | 1-0 |
| Bovalinese         | 2-0  | 2-2  | –––– | 2-3  | 3-1  | 0-0  | 4-0  | 5-0  | 2-1  | 3-1  | 0-2 | 0-1  | 1-0  | 0-0  | 3-0  | 1-1 |
| Corigliano         | 3-0  | 2-0  | 2-0  | –––– | 1-1  | 2-1  | 2-0  | 3-2  | 3-1  | 4-2  | 1-2 | 5-1  | 3-1  | 2-0  | 2-2  | 2-0 |
| Cotronei           | 4-0  | 2-1  | 0-0  | 1-4  | –––– | 1-0  | 2-3  | 2-0  | 3-0  | 1-2  | 0-1 | 2-1  | 1-0  | 3-2  | 2-2  | 1-0 |
| Cutro              | 0-0  | 2-0  | 3-0  | 1-3  | 1-0  | –––– | 0-2  | 0-0  | 0-0  | 0-1  | 0-4 | 3-2  | 1-0  | 1-1  | 0-0  | 0-2 |
| Gallico Catona     | 3-1  | 1-0  | 0-0  | 1-1  | 2-1  | 1-0  | –––– | 2-2  | 3-1  | 0-4  | 0-0 | 0-1  | 1-3  | 3-2  | 1-1  | 1-0 |
| Isola Capo Rizzuto | 1-0  | 0-0  | 3-0  | 1-3  | 0-0  | 0-0  | 1-0  | –––– | 5-3  | 1-2  | 0-0 | 2-1  | 0-0  | 3-0  | 0-0  | 3-1 |
| Paolana            | 2-0  | 2-0  | 2-1  | 0-3  | 2-2  | 0-0  | 1-0  | 2-0  | –––– | 1-3  | 1-2 | 1-1  | 2-0  | 3-0  | 5-0  | 1-0 |
| Reggiomediterranea | 1-1  | 0-0  | 4-2  | 2-2  | 4-0  | 3-0  | 2-1  | 3-1  | 2-0  | –––– | 2-1 | 1-0  | 1-0  | 2-1  | 3-1  | 2-0 |
| Rossanese          | 4-0  | 2-0  | 3-2  | 0-1  | 4-1  | 1-0  | 1-1  | 2-0  | 2-0  | 2-1  | -   | 1-0  | 1-0  | 6-0  | 5-2  | 0-2 |
| Scalea             | 2-2  | 1-1  | 0-0  | 1-3  | 0-3  | 0-0  | 2-1  | 2-1  | 1-0  | 1-2  | 0-0 | –––– | 1-0  | 2-1  | 3-0  | 3-3 |
| Sersale            | 1-0  | 1-1  | 0-0  | 0-0  | 1-0  | 0-0  | 0-0  | 0-1  | 1-1  | 0-0  | 0-1 | 2-1  | –––– | 0-0  | 1-1  | 1-0 |
| Siderno            | 2-0  | 1-4  | 1-2  | 0-4  | 0-1  | 1-2  | 2-0  | 0-0  | 2-0  | 0-2  | 0-0 | 0-3  | 0-4  | –––– | 2-4  | 3-4 |
| Soriano            | 2-2  | 2-2  | 0-0  | 0-1  | 0-3  | 3-1  | 1-1  | 0-1  | 1-0  | 0-1  | 1-0 | 3-0  | 2-3  | 2-0  | –––– | 1-0 |
| Trebisacce         | 4-3  | 1-1  | 1-1  | 0-3  | 3-1  | 3-1  | 1-1  | 5-0  | 0-0  | 1-1  | 3-2 | 2-2  | 1-2  | 6-0  | 2-3  | A   |

### Spareggi

#### Play-off
|  | Semifinali | Semifinali         | Semifinali         |           |   | Finale | Finale | Finale |  |
|  |            |                    |                    |           |   |        |        |        |  |
|  | 2          | Reggiomediterranea |                    |           |   |        |        |        |  |
|  | 2          | Reggiomediterranea |                    |           |   |        |        |        |  |
|  |            |                    |                    |           |   |        |        |        |  |
|  |            | 2                  | Reggiomediterranea | 2         |   |        |        |        |  |
|  |            |                    |                    | 2         |   |        |        |        |  |
|  |            |                    | 3                  | Rossanese | 0 |        |        |        |  |
|  | 3          | Rossanese          | 3                  | Rossanese | 0 |        |        |        |  |
|  | 3          | Rossanese          |                    |           |   |        |        |        |  |
|  |            |                    |                    |           |   |        |        |        |  |

##### Finale
|                    | Risultati |           | Luogo e data                    |
| ------------------ | --------- | --------- | ------------------------------- |
| Reggiomediterranea | 2-0       | Rossanese | Reggio Calabria, 12 maggio 2019 |

#### Play-out
|         | Risultati |       | Luogo e data                   |
| ------- | --------- | ----- | ------------------------------ |
| Sersale | 1-0       | Cutro | Sersale, 5 maggio 2019         |
|         |           |       |                                |
| Soriano | 1-0 (dts) | Acri  | Soriano Calabro, 5 maggio 2019 |